# Zawady-Tworki
Zawady-Tworki (deutsch Sawadden, 1938–1945 Grenzwacht) ist ein zur Gemeinde Prostki (Prostken) zählendes Dorf im östlichen Masuren in der polnischen Woiwodschaft Ermland-Masuren, Powiat Ełcki (Kreis Lyck).

## Geographische Lage
Das Dorf liegt (in Luftlinie) 19 Kilometer südöstlich der Kreisstadt Ełk (Lyck) bzw. 10 Kilometer nordöstlich der Ortschaft Prostki, zu dessen gleichnamiger Gemeinde es gehört.
Zawady-Tworki liegt am westlichen Ufer des Jezioro Rajgrodzkie (deutsch Raygrod-See).

## Ortsname
Der masurische Ortsname Sawadden kam mehrfach im ehemaligen Ostpreußen vor. Er leitet sich vermutlich aus dem slawischen Wort zawada für „(schwer zu überwindendes) Hindernis“ ab.

## Geschichte
Sawadden entstand im 16. Jahrhundert als Siedlungsinsel in einem damals stark bewaldeten Gebiet, welches von dort aus nach und nach gerodet wurde. Die ersten Siedler kamen vorwiegend aus dem nahen Masowien.
Am 27. Mai 1874 entstand im Zuge einer preußischen Gebietsreform ein Amtsbezirk Sawadden, zu dem neben dem Gutsbezirk Sawadden die Landgemeinden Brodowen, Buczylowen, Cziessen, Czyntschen, Jebramken, Klein Lasken, Krzywen, Kutzen, Ossarken, Statzen und Sypittken gehörten. Sawadden war Sitz des Gemeindevorstehers, der von 1874 bis 1880 ein Gutsbesitzer namens Arens war.
Am 30. Juni 1906 kam es zu einer weiteren Gebietsreform, in der die Umbenennung des bisherigen Amtsbezirks Sawadden in Amtsbezirk Sypittken erfolgte. Der Gutsbezirk Sawadden wurde dabei ausgegliedert und dem benachbarten Amtsbezirk Wischniewen zugeordnet.
Dieser umfasste nunmehr die Landgemeinden Dlugossen, Dombrowsken, Giesen, Kallenczynnen, Regeln, Wischniewen, Zielasken und die Gutsbezirke Katrinowen, Kossewen, Lyck (Domänenamt) und Sawadden.
Am 1. Dezember 1910 waren in Sawadden 110 Einwohner verzeichnet.
Aufgrund der Bestimmungen des Versailler Vertrags stimmte die Bevölkerung im Abstimmungsgebiet Allenstein, zu dem Sawadden gehörte, am 11. Juli 1920 über die weitere staatliche Zugehörigkeit zu Ostpreußen (und damit zu Deutschland) oder den Anschluss an Polen ab. In Sawadden stimmten 40 Einwohner für den Verbleib bei Ostpreußen, auf Polen entfiel keine Stimme.
Sawadden wurde am 16. Juli 1938 im Zuge der vom Verein Bund Deutscher Osten betriebenen massiven Eindeutschung masurischer Ortsnamen baltischer oder slawischer Herkunft in Grenzwacht umbenannt. Hierbei wurde auf die damalige Lage an der Grenze Ostpreußens zu Polen Bezug genommen, schließlich befand sich in der Nähe ein Militärstützpunkt.
Nach dem Ende des Zweiten Weltkrieges 1945 fiel das zum Deutschen Reich (Ostpreußen), Landkreis Lyck, gehörende Sawadden (Grenzwacht) an Polen. Die ansässige deutsche Bevölkerung wurde, soweit sie nicht geflüchtet war, nach 1945 größtenteils vertrieben und neben der angestammten masurischen Minderheit durch Neubürger aus anderen Teilen Polens ersetzt. Der Ort wurde in Zawady umbenannt.
Das sich gleich hinter der ehemaligen deutsch-polnischen Grenze befindende kleine Nachbardorf Tworki wurde angeschlossen, so dass die Ortschaft Zawady-Tworki entstand. Das Dorf ist heute Sitz eines Schulzenamtes (polnisch Sołectwo) und als solches eine Ortschaft im Verbund der Gmina Prostki (Prostken) im Powiat Ełcki (Kreis Lyck).
Von 1975 bis 1998 gehörte Zawady-Tworki zur damaligen Woiwodschaft Suwałki, kam dann 1999 zur neu gebildeten Woiwodschaft Ermland-Masuren.

## Kirche
Der Ortsteil Tworki lag vor 1945 auf polnischem Staatsgebiet und gehörte kirchlich zur Stadt Rajgród. 
Sawadden resp. Grenzwacht war in die evangelische Kirche in Wischniewen (1938 bis 1945 Kölmersdorf, polnisch Wiśniowo Ełckie) in der Kirchenprovinz Ostpreußen der Kirche der Altpreußischen Union sowie in die römisch-katholische Kirche St. Adalbert in Lyck (Ełk) im Bistum Ermland eingepfarrt.
Heute gehört Zawady-Tworki katholischerseits zur Pfarrei Wiśniowo Ełckie bzw. Rajgród, beide im Bistum Ełk der Römisch-katholischen Kirche in Polen gelegen. Die evangelischen Einwohner halten sich zur Kirchengemeinde in der Kreisstadt Ełk (Lyck), einer Filialgemeinde der Pfarrei in Pisz (Johannisburg) in der Diözese Masuren der Evangelisch-Augsburgischen Kirche in Polen.

## Verkehr

### Straße
Zawady-Tworki liegt an der Nebenstraße 1872N, die die polnische Landesstraße 65 (einstige deutsche Reichsstraße 132) bei Ełk mit der bereits im Terrain der Woiwodschaft Podlachien gelegenen Landesstraße 61 bei Tama verbindet.

### Schiene
Durch eine Abzweigung nächst Klein Lasken (polnisch Laski Małe) wurde im Oktober 1913 Sawadden als Endbahnhof an die Lycker Kleinbahnen angebunden, wodurch eine – seit 2001 nicht mehr regulär von der Ełcka Kolej Wąskotorowa betriebene – Eisenbahnverbindung zur Kreisstadt Lyck (Ełk) entstand.